# 용두돈대
용두돈대 (龍頭墩臺)는 인천광역시 강화군에 있는 강화 53돈대중 하나이다. 고려 시대부터 천연의 요새로 중시되었으며, 조선 숙종 5년에 돈대가 세워졌다. 병인양요와 신미양요로 훼손되었으나 현재는 복원된 상태이며 문화재로 보호받고있다
복원된 1977년 당시에는 강화전적지정화기념비를 세웠는데, 앞면에는 박정희 전 대통령의 글씨, 뒷면에는 이은상이 짓고 김충현이 글씨를 쓴 비문이 새겨져 있다고 한다.